# Bohor
Bohor je pogorje, ki predstavlja južno mejo Kozjanskega in skrajni vzhodni rob Posavskega hribovja. Poteka v smeri zahod–vzhod, v tem vrstnem redu pa ga sestavljajo vrhovi Hom (Bohor) (614 mnm), Veliki Javornik (1024 mnm), ki je tudi najvišji vrh pogorja, Oslica (860 mnm), Vetrnik (708 mnm), Bredič (694 mnm) in Kozjak (625 mnm).